# Ulica Ryŏmyŏng w Pjongjangu

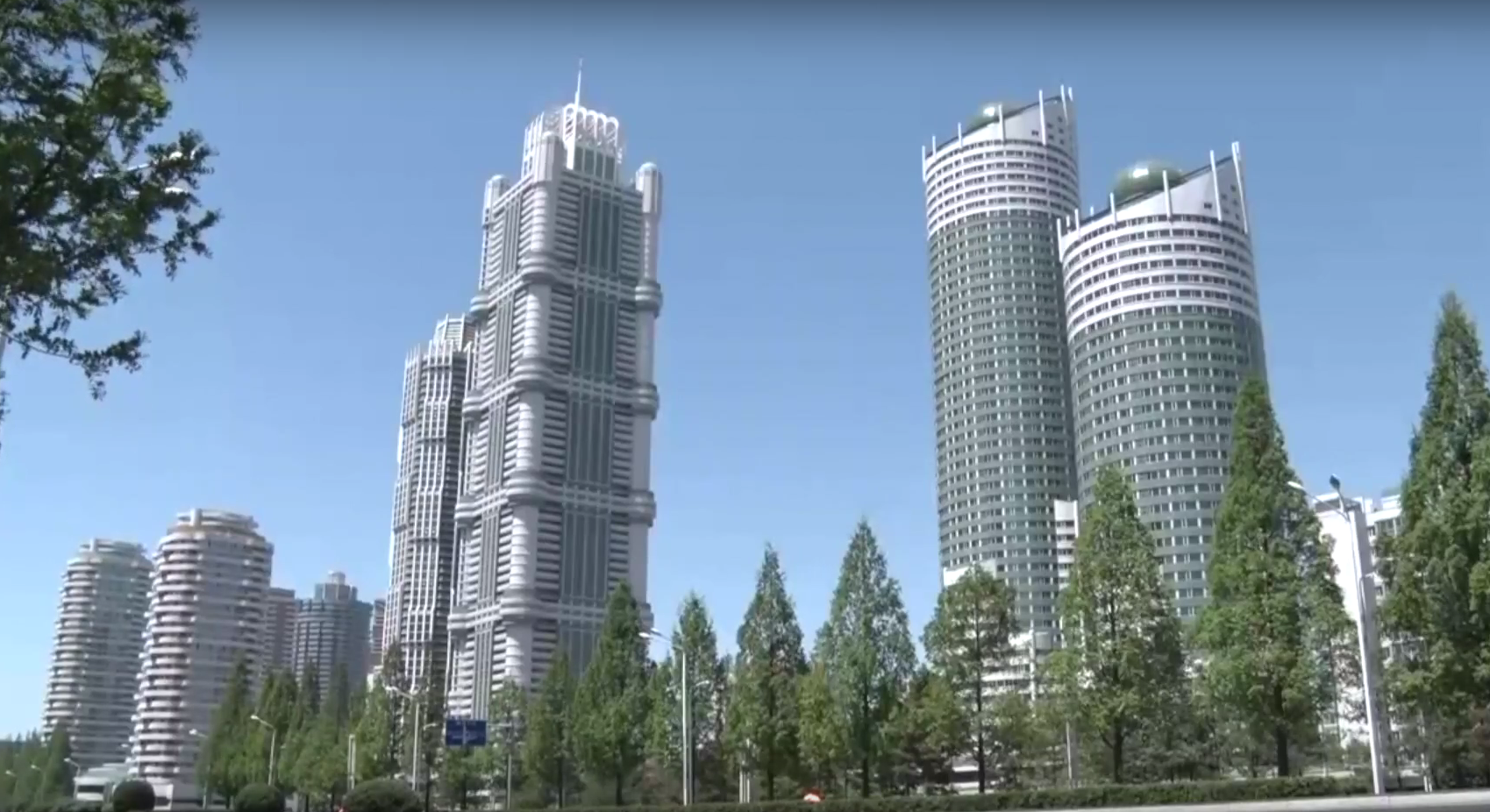
Wieżowce przy ulicy Rjomjong w Pjongjangu

Ulica Ryŏmyŏng (kor. 려명거리, Ryŏmyŏng-kŏri), ulica Rjomjong – ulica znajdująca się w Pjongjangu w Korei Północnej, najbardziej luksusowa i futurystyczna w tym mieście. 
Uroczyste otwarcie ulicy Ryŏmyŏng odbyło się 13 kwietnia 2017, dwa dni przed 105. rocznicą urodzin Kim Ir Sena, założyciela państwa i dziadka Kim Dzong Una. Koszt budowy wyniósł 200 mln dolarów, a inwestycję zrealizowano w rok. Ma przy niej zamieszkać nawet 35 000 osób. Nazwa głównej ulicy nawiązuje do koreańskiej rewolucji.

## Obiekty urbanistyczne
W ramach projektu powstał, między innymi, 240-metrowy, 70-piętrowy wieżowiec, który został jednocześnie najwyższym oddanym do użytku budynkiem w Pjongjangu. Przy ulicy znajduje się jednak wiele budynków o zróżnicowanej wysokości. 
Przy ulicy Ryŏmyŏng znajduje się ponad 130 placówek usług publicznych. Wśród nich są: kino, szkoła podstawowa i przedszkole, sklepy, restauracje, poczty, parki dla dzieci, boiska do siatkówki i badmintona, lodowisko i ośrodki kultury, a także hotel Ryŏmyŏng.

## Ekologia i zieleń
Przy Ryŏmyŏng wprowadzono rozwiązania przyjazne środowisku. Na wielu obiektach znajdują się kolektory słoneczne, zastosowano też w nich energię geotermalną. Wszystkie bloki mieszkalne są wyposażone w system ogrzewania, który może oszczędzać ponad 30% całkowitej energii cieplnej, oraz chłodzenia geotermalnego.
Powierzchnia dzielnicy wokół ulicy Ryŏmyŏng wynosi ponad 90 ha, a tereny zielone zajmują ponad 20 ha. Posadzono tu ponad 30 000 drzew 50 gatunków, a także 200 000 roślin kwitnących, 4000 róż. Tereny zielone znajdują się także na dachach i balkonach budynków.